# Deltavliegen
Deltavliegen is zowel een sport als een vorm van ongemotoriseerde luchtvaart. Andere benamingen voor deze sport zijn: zeilvliegen (tot 2014 was dit de officiële benaming voor deze vorm van luchtvaart), of het Engelse hanggliding (niet bekend is of deze benaming komt uit het Duits, waar men vanaf een "Hang" (helling) vloog, of omdat je een deltavlieger bestuurt doordat je er onder hangt). In het Duits heet het drachenfliegen, in het Frans deltaplane of vol libre. De termen "hanggliding" en "vol libre" worden ook wel gebruikt voor het jongere broertje van deltavliegen, parapente of schermvliegen.
Internationaal wordt deltavliegen georganiseerd door de CIVL (Commission Internationale de Vol Libre), een afdeling van de FAI (Federation Aeronautique Internationale). Door de CIVL is zeilvliegen in vijf klassen verdeeld, waarbij de klassering betrekking heeft op typen toestel waarmee gevlogen wordt. Zo is deltavliegen klasse 1, parapenten is klasse 3, rigids (niet-flexibele vleugels die gestuurd worden middels beweegbare stuurvlakken) zijn klasse 2 en swifts en dergelijke (als klasse 2 maar met de piloot niet hangend in een harnas, maar zittend in een cockpit-achtige, al dan niet gestroomlijnde kooi) zijn klasse 5.
In Nederland wordt deltavliegen georganiseerd door de afdeling Deltavliegen van de Koninklijke Nederlandse Vereniging voor Luchtvaart (KNVvL).
Evenzo groepeert de Belgische Vrije Vlucht Federatie de beoefenaars van deltavliegen en parapente in België. De beide koepelorganisaties verzorgen het beheer van deze sporten (vliegplaatsen, brevetten, examens), organiseren Nationale Kampioenschappen en vertegenwoordigen de sporten op internationaal vlak. 
De sport wordt zowel recreatief als competitief beoefend. Zelfstandig deltavliegen wordt door zo'n 400 à 500 Nederlanders en een 250-tal Belgen beoefend. Ondanks goede thermiekrijke gebieden in Nederland en België zijn deze landen slechts ten dele geschikt om langdurig boven te deltavliegen. Enerzijds vanwege de geringe vrije hoeveelheid luchtruim waar gevlogen mag worden, anderzijds door een beperkte hoeveelheid startplaatsen waar te voet gestart mag worden en het kleine aantal permanente lier- en sleepterreinen.

## Beschrijving
Bij de sport deltavliegen (vroeger zeilvliegen) ligt de piloot in een harnas dat bevestigd is onder een deltavlieger. Een deltavlieger is geen vlieger, maar een zeer goed bestuurbaar zweefvliegtuig. Dit zweefvliegtuig had tot aan de jaren tachtig van de twintigste eeuw een sterk driehoekige vorm, men sprak daarom wel over delta's of deltavleugels. De vorm van de huidige generatie vleugels gaat steeds meer lijken op die van een traditioneel zweefvliegtuig, wat aerodynamisch gunstiger eigenschappen heeft.
Delta's zijn snel samen te vouwen en makkelijk transporteerbaar op de lastdragers van een personenauto. In bergachtige gebieden zijn de omstandigheden veelal beter geschikt om langere vluchten (van enkele uren) op grotere hoogten (vaak enkele duizenden meters) te maken. Hierdoor wordt het vliegen voor de recreant-piloot vaak beoefend tijdens een gecombineerde vakantie in de bergen. Een delta maakt bij die langere vluchten net als de vogels en traditionele zweefvliegtuigen gebruik van hellingstijgwind en thermiek.
Vliegen met een deltavleugel schenkt de piloot een onovertroffen vogelmens-ervaring en een magnifiek uitzicht over het landschap om hem heen, alsmede een betrekkelijk gedoseerde fysieke belasting die na een vlucht een gezonde voldoening geeft, vergelijkbaar met een bezoek aan de sportschool. 
Aan de fysieke gesteldheid van de aspirant-beoefenaar worden geen bijzondere eisen gesteld anders dan een goede gezondheid. Het kunnen trekken van een sprintje en een 'beetje' uithoudingsvermogen, te vergelijken met het 10 minuten joggen zonder pauzes, is indicatief voor de hoeveelheid benodigde aanvangsconditie. Toetsingen van deze aanvangsgezondheid, of beter gezegd de sportkeuring, kan in Nederland verricht worden door bijvoorbeeld het Sportmedisch Adviescentrum met vestigingen verspreid over het hele land.
Het verantwoord en veilig starten, besturen en landen van een delta vergt zowel een fysieke als mentale inspanning waarvoor instructie onontbeerlijk is. Er zijn verschillende scholen in Nederland en België die de instructie verzorgen. Kosten van de uitrusting en lessen zijn vrijwel overal vergelijkbaar. Om zelfstandig, zonder enige begeleiding te mogen vliegen, dienen er steeds theoretische en praktische proeven uitgevoerd te worden, en dient er regelmatig gevlogen te worden om de vaardigheden bij te houden. Tevens dient een piloot jaarlijks zijn reddingsparachute welke hij met zich mee dient te dragen bij vluchten op meer dan 100 meter hoogte te laten herpakken en controleren onder begeleiding van of door een deskundige. 
In België zijn alle vliegtuigen die "foot-launched" gestart kunnen worden, zoals deltavliegtuigen en paragliders, niet gereglementeerd. Bijgevolg kan er overal in België vrij gevlogen worden in niet-gecontroleerde gebieden indien men toestemming heeft van de eigenaars van het terrein waar men start en landt. Verder is het aan te raden om verzekerd te zijn bij de Belgische vrijevlucht federatie die op hun beurt wèl verschillende regels handhaaft voor verschillende toelatingen. 

### Startmethoden
Zoals geldt bij alle vliegtuigen hebben delta's snelheid nodig. Delta's vliegen al vanaf een 20 km per uur relatieve wind (wind ten opzichte van de vleugel). Bij de voetstartmethode geeft de piloot door eigen inbreng - lopend en rennend van een helling - het toestel de benodigde vliegsnelheid. Buiten de "foot-launched" start zijn er nog verschillende methoden om te starten. Deze zijn het op laten slepen aan een kabel (met een vaste lier, een sleepboot, een ultralight-vliegtuigje, een auto-lier of een vrachtwagen met lierplatform) of door zich te laten droppen vanonder een luchtballon. Eenmaal veilig en hoog in de lucht kan er hoogte gewonnen worden door gebruik te maken van thermiek of van hellingstijgwind. 
Binnen de Benelux gebruikt men bij gebrek aan hogere bergen als startmethode vaak de lierstart en de sleepstart, waarbij gebruik wordt gemaakt van een kleine hulpmotor (de zogenaamde snordelta of delta-met). We spreken dan dus van een externe krachtbron die als hulpmiddel gebruikt wordt om op de gewenste start- of uitgangshoogte te komen, analoog aan het traditionele zweefvliegen.
Sporadisch wordt gestart door de delta aan een heteluchtballon te hangen en op de gewenste hoogte los koppelen: de "ballondrop".
Bij de lierstart wordt de deltavlieger met behulp van een kabel die op een trommel wordt ingehaald omhoog getrokken. Eenmaal op hoogte wordt de kabel door de piloot ontkoppeld en gaat deze op zoek naar thermiek of andere factoren waardoor de vluchtduur verlengd kan worden.
Het is mogelijk om dit lieren trapsgewijs te doen. Daartoe vliegt de piloot met de kabel weer terug naar de startplek, waar hij omkeert en vanaf die positie en hoogte opnieuw naar de lier wordt getrokken: "traplieren". Met deze liertechniek kan met gebruik van een relatief klein lierveld toch een flinke hoogte worden bereikt, waarbij 750 meter ontkoppelhoogte heel gewoon is. Het wereldrecord lieren is al jaren ongeveer 3000m.
De sleepstart is een heel efficiënte startmethode. Net zoals bij de zweefvliegers kan men achter een ultralight vliegtuigje naar stijgwindgebieden gebracht worden en zo dus in de thermiek ontkoppelen en verder vliegen. Een nadeel aan deze startmethode is dat het startterrein aan nog zwaardere eisen moet voldoen dan bij de lierstart, vanwege het gebruik van een gemotoriseerd sleepvliegtuig, terwijl de inzet van zo een toestel extra kosten met zich meebrengt.
Voorts kent het deltavliegen de startmethode met een kleine hulpmotor. Omdat de motor klein en licht is, is hij hoofdzakelijk bedoeld voor het winnen van hoogte. De start en landing gebeuren net zoals met een gewone deltavlieger: te voet en (liefst) zonder wielen. De "delta-met" of "snordelta", zoals hij in de volksmond genoemd wordt, onderscheidt zich van de reguliere ultralights door zijn lage gewicht, zijn lage snelheid en de kleine ruimte die er nodig is voor het starten en landen, ongeveer gelijk aan de normale deltavlieger. 
Er is een duidelijk verschil tussen paragliders en deltavliegers, zowel op technisch als op aerodynamisch vlak, maar ook de paraglider kan zich, behalve van de sleepstart, bedienen van de bovenstaande startmethodes.

### Ontwikkelingen
De immer voortschrijdende techniek en ontwikkeling van het deltavliegtuig heeft niet alleen de prestatie van het toestel enorm beïnvloed, de glijhoek van een wedstrijdtoestel is in vergelijking met enkele decennia terug ruim verdubbeld. Ook de stabiliteit en bestuurbaarheid, de veiligheid en pilootvriendelijkheid, zijn in de afgelopen periode enorm verbeterd.
Ondanks deze ontwikkelingen lijkt deltavliegen enigszins aan populariteit te hebben ingeboet ten opzichte van zo'n vijftien à twintig jaar geleden. De opkomst van het parapente lijkt iets laagdrempeliger en maakt het "schermvliegen" voor iedereen toegankelijk, zelfs voor rolstoelgebruikers.
Door het ontbreken van het aluminium "airframe" is het gewicht bij paraglider lager en lijkt de sport lichter en makkelijker. Juist deze trendy look doet soms vergeten dat het om serieuze luchtvaart gaat. 
De prestatie van wedstrijdschermen waarmee paragliden wordt beoefend evenaart de prestatie van de beginners- en intermediate deltavliegers en gaat er soms zelfs overheen. Bij forse wind echter zal een paraglider al gauw niet meer kunnen vliegen, terwijl het vaste profiel van een delta zal blijven bijdragen aan stabiliteit en prestatie.